# Arvieux
Arvieux település Franciaországban, Hautes-Alpes megyében. Lakosainak száma 343 fő (2022. január 1.). Arvieux Cervières, Château-Ville-Vieille, Eygliers, Guillestre, La Roche-de-Rame, Saint-Crépin és Villar-Saint-Pancrace községekkel határos.

## Népesség
A település népességének változása:
| Lakosok száma | 412  | 351  | 338  | 348  | 368  | 363  | 365  | 358  | 354  | 343  |
|               | 1968 | 1982 | 1990 | 2006 | 2013 | 2015 | 2017 | 2019 | 2020 | 2022 |